# Heinz-Wolfgang Schnaufer
Heinz-Wolfgang Schnaufer (16. února 1922 Calw – 15. července 1950 Biarritz) byl důstojníkem německé Luftwaffe během druhé světové války a nejúspěšnější noční stíhač.

## Život
V 17 letech ukončil studium maturitou a v roce 1939 vstoupil do Luftwaffe. V dubnu 1941 získal hodnost Leutnant (poručík) a byl převelen na frontu. Za první sestřel v roce 1941 mu byl udělen Železný kříž II. třídy a po šestém sestřelu mu byl udělen Železný kříž I. třídy. V roce 1943 mu po 15 sestřelech byl udělen Německý kříž ve zlatě. Po 42 sestřelech mu byl udělen Rytířský kříž Železného kříže – během pěti nocí sestřelil vždy po čtyřech čtyřmotorových bombardérech britské RAF. V květnu roku 1944 byl povýšen do hodnosti Hauptmann (kapitán). V květnu 1944 mu byl udělen Rytířský kříž s dubovou ratolestí za 84. sestřel a krátce na to 30. července 1944 Rytířský kříž Železného kříže s dubovými listy, meči a diamanty, které bylo nejvyšším německým vyznamenáním v té době. Mezi spojenci byl známý jako „Ghost of St. Trond“. Nejúspěšnější byl 21. dubna 1945, kdy během noci sestřelil 7 bombardérů a ve dne další 2. Koncem dubna 1945 se vzdal Britům.

### Po skončení války
Ze zajetí byl propuštěn v listopadu 1945 a po propuštění začal provozovat rodinný podnik s vínem. V roce 1950 byl při automobilové nehodě těžce zraněn a po dvou dnech svým zraněním podlehl.